# 밴스 로
밴스 에런 로(Vance Aaron Law, 1956년 10월 1일 ~ )는 미국의 전 프로 야구 선수로, 3루수로 뛰었으며 우투우타였다. 메이저 리그 베이스볼(MLB)의 피츠버그 파이리츠 (1980–1981), 시카고 화이트삭스 (1982–1984), 몬트리올 엑스포스 (1985–1987), 시카고 컵스 (1988–1989), 오클랜드 애슬레틱스 (1991) 등지에서 뛰었다. 1990년에는 일본 프로 야구(NPB)의 주니치 드래건스에서도 뛰었다. 은퇴 후에는 2000년부터 2012년까지 브리검영 대학교 야구부의 헤드 코치를 맡았다.
사이 영 상 수상자였던 번 로의 아들이기도 하다.